# Alena Furman
Alena Furman z d. Krywaszejenka (biał. Алена Фурман; ur. 8 maja 1991 r.) – białoruska wioślarka, brązowa medalistka mistrzostw świata, dwukrotna mistrzyni Europy.

## Igrzyska olimpijskie
Na igrzyskach zadebiutowała w 2016 roku w Rio de Janeiro, występując w rywalizacji dwójek bez sternika razem z Iną Nikuliną. W eliminacjach zajęły ostatnie, piąte miejsce, przez co wystartowały w repasażu. Zajmując z nim szóstą pozycję, awansowały do finału C, w którym zmierzyły się z reprezentantkami Holandii i Kanady. W finale C do mety dopłynęły na ostatnim, trzecim miejscu i ostatecznie zostały sklasyfikowane na piętnastej pozycji.